# Praon minor
Praon minor är en stekelart som beskrevs av Jaroslav Stary 1971. Praon minor ingår i släktet Praon och familjen bracksteklar. Inga underarter finns listade i Catalogue of Life.